# Municipio de Ontelaunee
El municipio de Ontelaunee (en inglés: Ontelaunee Township) es un municipio ubicado en el condado de Berks en el estado estadounidense de Pensilvania. En el año 2000 tenía una población de 1.217 habitantes y una densidad poblacional de 54.7 personas por km².

## Geografía
El municipio de Ontelaunee se encuentra ubicado en las coordenadas 40°26′36″N 75°56′18″O / 40.44333, -75.93833.

## Demografía
Según la Oficina del Censo en 2000 los ingresos medios por hogar en la localidad eran de $51,058 y los ingresos medios por familia eran $60,089. Los hombres tenían unos ingresos medios de $36,597 frente a los $22,679 para las mujeres. La renta per cápita para la localidad era de $24,996. Alrededor del 3,1% de la población estaba por debajo del umbral de pobreza.